# Richard Spethmann
Richard Spethmann (* 8. Februar 1891 in Altona; † 1. April 1960 in Schwerin) war ein deutscher Theaterschauspieler, Regisseur, Theaterleiter und niederdeutscher Schriftsteller.

## Leben
Richard Spethmann wurde 1891 in Altona geboren. Bereits ab 1910 stand er als Schauspieler und Sänger am Vereinigten Theater Schleswig/Wismar auf der Bühne und war dort parallel auch als Dramaturg und Inspizient tätig. Es folgte eine Zeit am Neustrelitzer Hoftheater, ebenfalls als Schauspieler und Sänger. Von 1917 bis 1956 hatte er ein Engagement am Schweriner Großherzoglichen Hoftheater, dem späteren Mecklenburgischen Staatstheater. Hier wirkte er im Opernchor und ab 1919 als Schauspieler, wobei er Rollen in den verschiedenen Sparten wie Schauspiel, Oper und Operette spielte.
Nach 1919 war Spethmann der Gründer und wurde langjähriger Leiter der Niederdeutschen Bühne, die ab 1926 dem Staatstheater angeschlossen war (seit 1946 unter dem Namen Fritz-Reuter-Bühne). Hier sind seine Rollen in Hermann Boßdorfs niederdeutschen Dramen „De Fährkrog“ und „Bahnmeester Dod“ hervorzuheben. 1942 wurde ihm für sein Wirken der John-Brinckman-Preis verliehen. Spethmann dramatisierte Fritz Reuters „Unkel Bräsig“, wobei er darin den Pomuchelskopp spielte, das Stück wurde 1948 aufgeführt. Zu einer Festveranstaltung anlässlich seines 45-jährigen Bühnenjubiläums spielte er 1955 die Titelfigur in Selma Lagerlöfs Schauspiel „Der Kaiser von Portugallien“. 
Richard Spethmann verstarb kurz nach Vollendung seines 69. Lebensjahres, seine Grabstätte befindet sich auf dem Alten Friedhof in Schwerin.

## Werke (Auswahl)
- De hillig Hex von Schwerin, eine Heimatgeschichte
- Nordwest. Dat ole Leed von’t Minschenhart in fief Verkloarungen ein Seemannsdrama, 1925, in Schwerin aufgeführt
- Unkel Bräsig. Spill ut de achtunviertiger Johren nah Fritz Reuter sien Dichterwarken, 1948
- Das siehst Du nicht! Eine Schweriner Staatstheater-Plauderei, 1932
- Niederdeutsche Menschen und Masken, 1935, In: Mecklenburgische Monatshefte, Schwerin 1935, Bd. 11, S. 54–56 (Digitalisat)
- Fritz Reuter kümmt nah Hus, 1940
- „Opa, meine Schwester und ich“ bei den Mecklenburgern, 1941, In: Mecklenburgische Monatshefte, Schwerin 1941, Bd. 17[2]